# Velké Karlovice
Velké Karlovice är en ort i Tjeckien.   Den ligger i distriktet Okres Vsetín och regionen Zlín, i den östra delen av landet, 290 km öster om huvudstaden Prag. Velké Karlovice ligger 510 meter över havet och antalet invånare är 2 651.
Terrängen runt Velké Karlovice är huvudsakligen lite kuperad. Velké Karlovice ligger nere i en dal. Runt Velké Karlovice är det ganska glesbefolkat, med 34 invånare per kvadratkilometer. Närmaste större samhälle är Rožnov pod Radhoštěm, 14,9 km nordväst om Velké Karlovice. I omgivningarna runt Velké Karlovice växer i huvudsak blandskog.